# Nagroda Zenera
Nagroda Zenera nazywana również Złotym Medalem Zenera – międzynarodowa nagroda przyznawana za ważne odkrycia naukowe lub wybitne osiągnięcia w dziedzinie inżynierii materiałowej i fizyki ze szczególnym uwzględnieniem zastosowań spektroskopii mechanicznej i tarcia wewnętrznego. 

## Historia
Nagroda Zenera była wcześniej znana jako Nagroda ICIFUAS i przyznawano ją w okresie od 1965 do 1989 roku co 4 lata. Nie została przyznana w latach 1973, 1977 i 1981. W 1985 roku Nagrodę ICIFUAS otrzymał Clarence Melvin Zener za odkrycie zjawiska Zenera oraz fundamentalne prace na temat zjawisk niesprężystych metali. Clarence Zener zmarł na atak serca 15 lipca 1993 roku w wieku 87 lat. Wkrótce po jego śmierci, we wrześniu 1993 roku powstał Międzynarodowy Komitet Nagrody Zenera, który ufundował Nagrodę Zenera i w ten sposób uhonorował znakomitego amerykańskiego fizyka w uznaniu za jego pionierskie prace w dziedzinie niesprężystości materiałów i odkrycie zjawiska Zenera, przez co przyczynił się do skonstruowania diody Zenera. We wrześniu 1993 roku nazwa Nagrody ICIFUAS została zmieniona na Nagrodę Zenera i od tej pory jest ona przyznawana co 3 lata.

## Nominacje i wybór
Laureaci Nagrody Zenera wybierani są na podstawie nominacji uzyskanych w trakcie tajnego głosowania członków Kapituły Nagrody w skład którego wchodzi około 40 uznanych naukowców oraz dotychczasowi laureaci. Pośmiertne nominacje do nagrody nie są dozwolone.
Laureat Nagrody otrzymuje złoty medal Zenera wybity z 20-karatowego złota, który przedstawia zdjęcie profilowe Clarence'a Zenera. Kilka pierwszych medali zostało wybitych z 23-karatowego złota. 

## Lista laureatów
| Nr | Rok  | Imię i nazwisko                    | Państwo                     | Afiliacja                                                                        | Uzasadnienie |  |
| -- | ---- | ---------------------------------- | --------------------------- | -------------------------------------------------------------------------------- | --- |  |
| 1  | 1965 | Werner Köster (1896–1989)          | Republika Federalna Niemiec | Max Planck Institute for Metals Research, Stuttgart                              | „za badania zmian tarcia wewnętrznego i modułu sprężystości w metalach po odkształceniu plastycznym” |  |
| 2  | 1969 | Warren Perry Mason (1900–1986)     | Stany Zjednoczone Ameryki   | Bell Labs, Murray Hill, New Jersey                                               | „za wybitny wkład w rozwój badań metodą ultradźwiękową" |  |
| 3  | 1985 | Clarence Melvin Zener (1905–1993)  | Stany Zjednoczone Ameryki   | Carnegie Mellon University, Pittsburgh, Pensylwania                              | „za przełomowe odkrycia istotne dla rozwoju ludzkości. Odkrycie efektu Zenera, powstanie diody Zenera, pionierskie badania niesprężystości metali oraz przewidzenie i eksperymentalne potwierdzenie zjawiska tłumienia termosprężystego”                |  |
| 4  | 1989 | Ting-sui Kê (1913–2000)            | Chińska Republika Ludowa    | Chińska Akademia Nauk, Institute of Solid State Physics (ISSP), Hefei, Anhui     | „za odkrycie relaksacji od granic ziarn w metalach oraz skonstruowanie odwrotnego wahadła skrętnego zwanego wahadłem Kê” |  |
| 5  | 1989 | Arthur Stanley Nowick (1923–2010)  | Stany Zjednoczone Ameryki   | Uniwersytet Columbia, Nowy Jork                                                  | „za istotny wkład w rozwój nauki o materiałach. Za pionierskie prace teoretyczne i eksperymentalne związane z badaniami defektów w kryształach, zjawiska niesprężystości, tarcia wewnętrznego i efektów dielektrycznych w różnych rodzajach materiałów” |  |
| 6  | 1993 | Piero Giorgio Bordoni (1915–2009)  | Włochy                      | Uniwersytet Rzymski „La Sapienza”, Rzym                                          | „za odkrycie efektu „Bordoniego” wywołanego termicznie aktywowanym ruchem dyslokacji” |  |
| 7  | 1993 | Kurt Lücke (1921–2001)             | Republika Federalna Niemiec | RWTH Aachen, Akwizgran                                                           | „za opracowanie modelu struny ruchu dyslokacji (model Koehler-Granato-Lücke) i jego eksperymentalną weryfikację badaniami ultradźwiękowymi w zakresie wysokich częstotliwości”                                                                          |  |
| 8  | 1993 | Alfred Seeger (1927–2015)          | Republika Federalna Niemiec | Max Planck Institute for Metals Research, Stuttgart                              | „za wybitny wkład w rozwój fizyki ciała stałego, a zwłaszcza za teorię relaksacji par przegięć na dyslokacjach” |  |
| 9  | 1993 | Charles Allen Wert (1919–2003)     | Stany Zjednoczone Ameryki   | Uniwersytet Illinois w Urbanie i Champaign, Urbana, Illinois                     | „za badania akustycznych właściwości ciał stałych i oddziaływań atomów w stopach metali” |  |
| 10 | 1996 | Andrew Vincent Granato (1926–2015) | Stany Zjednoczone Ameryki   | Uniwersytet Illinois w Urbanie i Champaign, Urbana, Illinois                     | „za wkład w zrozumienie zjawisk rozpraszania ultradźwięków w ciałach stałych i fundamentalne prace teoretyczne poświęcone badaniom stałych sprężystości i ruchu dyslokacji (model Koehler-Granato-Lücke)”                                               |  |
| 11 | 1999 | Gunther Schoeck (1928–2015)        | Austria                     | Uniwersytet Wiedeński, Wiedeń                                                    | „za wkład w badania teoretyczne dynamiki dyslokacji oddziałujących z defektami punktowymi (model Schoeck’a) i badania granic międzyfazowych” |  |
| 12 | 2002 | Willy Benoit (1938)                | Szwajcaria                  | Politechnika Federalna w Lozannie (EPFL), Lozanna                                | „za osiągnięcia w dziedzinie spektroskopii mechanicznej” |  |
| 13 | 2002 | Masahiro Koiwa (1938)              | Japonia                     | Uniwersytet w Kioto, Kioto                                                       | „za wkład w badania relaksacji defektów punktowych i dyslokacji w metalach i stopach metali, a zwłaszcza za oryginalny wkład w zrozumienie procesów dyfuzji w materiałach międzymetalicznych”                                                           |  |
| 14 | 2005 | Rosario Cantelli (1940)            | Włochy                      | Uniwersytet Rzymski „La Sapienza”, Rzym                                          | „za badania wodoru w metalach metodami akustycznymi i odkrycie emisji akustycznej wywołanej wydzielaniem się wodorków w Nb, Ta i V oraz dynamicznego zjawiska Gorskiego spowodowanego dyfuzją wodoru dalekiego zasięgu”                                 |  |
| 15 | 2005 | Manfred Weller (1940–2017)         | Republika Federalna Niemiec | Max Planck Institute for Metals Research, Stuttgart                              | „za badania relaksacji defektów punktowych w metalach i tlenkach ZrO2” |  |
| 16 | 2008 | Daniel Newson Beshers (1928–2024)  | Stany Zjednoczone Ameryki   | Uniwersytet Columbia, Nowy Jork                                                  | „za badania ruchu atomów w materiałach krystalicznych i granic bliźniaczych w materiałach ferromagnetycznych” |  |
| 17 | 2008 | Gaetano Cannelli (1936)            | Włochy                      | Uniwersytet Kalabrii, Rende                                                      | „za odkrycie reorientacji atomów H wokół atomów O w Ni, Ta i V (pik O-H typu Snoeka), badania dynamiki procesu wydzielania się wodoru w metalach przejściowych i zjawisk transportu w metalach z wykorzystaniem efektu termosprężystego”                |  |
| 18 | 2008 | Gilbert Fantozzi (1942)            | Francja                     | Institut national des sciences appliquées de Lyon (INSA Lyon), Lyon-Villeurbanne | „za badania dynamiki dyslokacji i relaksacji Bordoniego” |  |
| 19 | 2011 | Gérard Gremaud (1949)              | Szwajcaria                  | Politechnika Federalna w Lozannie (EPFL), Lozanna                                | „za eksperymentalne i teoretyczne badania dynamiki dyslokacji oddziałujących z defektami punktowymi metodą spektroskopii mechanicznej z wykorzystaniem metody acoustic-coupling”                                                                        |  |
| 20 | 2011 | Fabio Massimo Mazzolai (1934)      | Włochy                      | Uniwersytet w Perugii, Perugia                                                   | „za odkrycie piku od wydzieleń wodoru w materiałach wysokotopliwych, badania efektu Gorskiego i zjawisk związanych z obecnością wodoru w stopach z pamięcią kształtu”                                                                                   |  |
| 21 | 2014 | Qing-Ping Kong (1930)              | Chińska Republika Ludowa    | Chińska Akademia Nauk, Institute of Solid State Physics (ISSP), Hefei, Anhui     | „za badania relaksacji od granic ziarn w bikryształach oraz zjawiska pełzania i tarcia wewnętrznego w nanometalach krystalicznych” |  |
| 22 | 2014 | Robert Schaller (1948)             | Szwajcaria                  | Politechnika Federalna w Lozannie (EPFL), Lozanna                                | „za wkład w praktyczne zastosowania spektroskopii mechanicznej w inżynierii materiałowej” |  |
| 23 | 2017 | Leszek Bogumił Magalas (1954)      | Polska                      | Akademia Górniczo-Hutnicza w Krakowie, Kraków                                    | „za prace zmieniające paradygmat badań ciał stałych metodą spektroskopii mechanicznej oraz pionierskie opracowanie wysokorozdzielczej spektroskopii mechanicznej HRMS”                                                                                  |  |
| 24 | 2022 | José M. San Juan (1955)            | Hiszpania                   | Uniwersytet Kraju Basków, Bilbao                                                 | |  |

## Lista laureatów według kraju
| Państwo                     | Liczba nagród | Laureaci                                                                   |
| --------------------------- | ------------- | -------------------------------------------------------------------------- |
| Stany Zjednoczone Ameryki   | 6             | W.P. Mason, C.M. Zener, A.S. Nowick, C.A. Wert, A.V. Granato, D.N. Beshers |
| Republika Federalna Niemiec | 4             | W. Köster, K. Lücke, A. Seeger, M. Weller                                  |
| Włochy                      | 4             | P.G. Bordoni, R. Cantelli, G. Cannelli, F.M. Mazzolai                      |
| Szwajcaria                  | 3             | W. Benoit, G. Gremaud, R. Schaller                                         |
| Chińska Republika Ludowa    | 2             | T.S. Kê, Q.P. Kong                                                         |
| Austria                     | 1             | G. Schoeck                                                                 |
| Francja                     | 1             | G. Fantozzi                                                                |
| Hiszpania                   | 1             | J.M. San Juan                                                              |
| Japonia                     | 1             | M. Koiwa                                                                   |
| Polska                      | 1             | L.B. Magalas                                                               |